# Koreoleptoxis amurensis
Koreoleptoxis amurensis is een slakkensoort uit de familie van de Semisulcospiridae. De wetenschappelijke naam van de soort werd voor het eerst geldig gepubliceerd in 1859 door Gerstfeldt als Melania amurensis.